# Lothar Dieckmann

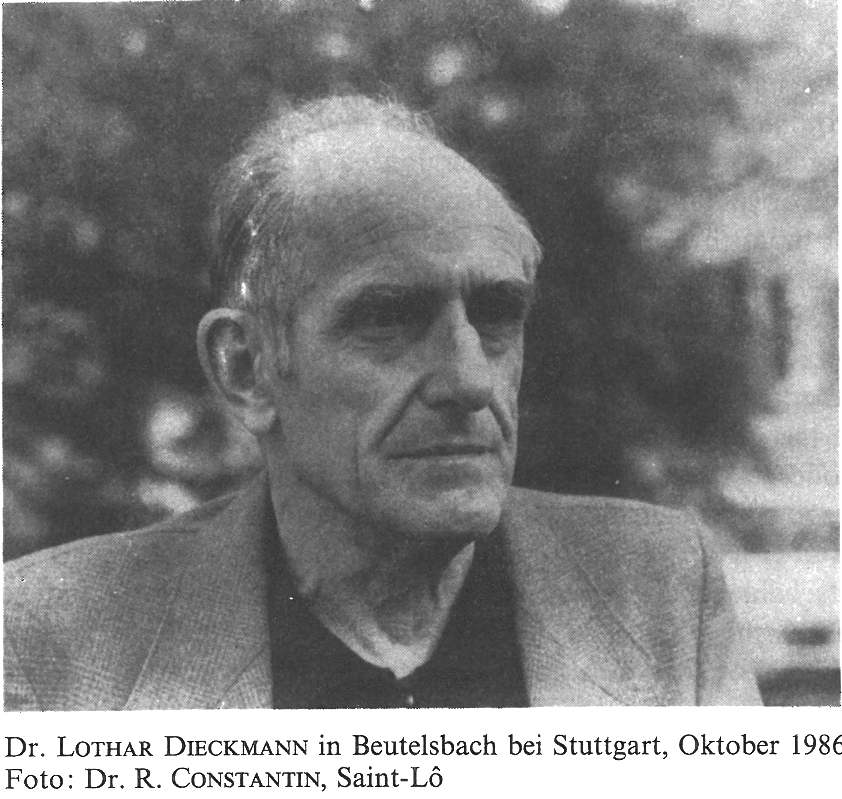
Lothar Dieckmann

Lothar Dieckmann (* 25. August 1920 in Leipzig; † 9. Februar 1990 in Eberswalde-Finow) war ein deutscher Entomologe, der sich mit den Rüsselkäfern (Überfamilie Curculionoidea) beschäftigte. Er verfasste über 100 Publikationen und beschrieb zahlreiche neue Arten.
Er war am Deutschen Entomologischen Institut in Eberswalde als Kustos für die Käfersammlung verantwortlich.

## Leben
Lothar Dieckmann wurde in Leipzig geboren. Bereits als Schüler beschäftigte er sich mit Koleopterologie, angeleitet durch seinen Biologielehrer. Nach dem Abitur absolvierte er zunächst eine kaufmännische Lehre. Danach studierte er an der Universität Leipzig die Fächer Biologie, Chemie und Sport für das Lehramt. Das Studium wurde durch den Zweiten Weltkrieg beendet, er wurde eingezogen und geriet von 1945 bis 1947 in Kriegsgefangenschaft. Anschließend war er als Lehrer und später als Dozent an der Universität Leipzig tätig. In seiner Zeit als Lehrer inspirierte er den späteren Kustos des Berliner Naturkundemuseums, Fritz Hieke, zur Entomologie. Im Jahr 1949 heiratete er Gertraude Dieckmann.
Seine ersten Publikationen belegen, dass er sich früh von der allgemeinen Koleopterologie aus auf die Rüsselkäfer spezialisierte. Außerdem war er an Wanzen interessiert, speziell den Netzwanzen (Tingidae).
Im Jahr 1964 wurde er an das Deutsche Entomologische Institut in Eberswalde berufen, wo er über 20 Jahre lang bis zu seinem Ruhestand im Jahr 1985 tätig blieb. Aufgrund der politischen Situation in der DDR war es ihm nicht erlaubt, mit Fachkollegen im Ausland zu kommunizieren. Als Kustos war er hier für die Käfersammlung verantwortlich. In diese Zeit fällt ein Großteil seiner wissenschaftlichen Tätigkeit, die er im Ruhestand weiter fortsetzte.

„Herr Dr. LOTHAR DIECKMANN gehört zu jenen Entomologen, die man nicht vergessen wird: ein außerordentliches Werk und ein gütiges, liebenswertes Wesen garantieren dies.“

## Werk
Seine im Jahr 1968 veröffentlichte Dissertation revidiert die Anthonomini der Westpaläarktis. Er beschreibt darin zwei neue Arten und eine Unterart, darunter den in Deutschland vorkommenden Anthonomus germanicus.
Generell interessierten ihn vor allem die europäischen Käfer, und es gelang ihm durch genaues Vergleichen, auch aus Deutschland noch neue Arten zu beschreiben.

Besonders erwähnenswert ist Hypera pandellei folwacznyi, da diese Art in Deutschland endemisch ist, ihr gesamtes Verbreitungsgebiet liegt in der Rhön.
Die folgenden Rüsselkäfer wurden von Dieckmann aus Deutschland beschrieben oder kommen hier vor:
- Winziger Holzrüssler, Acalles micros (Dieckmann, 1982)
- Fingerkraut-Blütenstecher, Anthonomus germanicus (Dieckmann, 1968)
- Catapion koestlini (Dieckmann, 1989)
- Ceutorhynchus sisymbrii (Dieckmann, 1966)
- Hypera pandellei folwacznyi (Dieckmann, 1975)
- Westlicher Möhrenrüssler, Leucophyes occidentalis (Dieckmann, 1982)
- Skabiosenflockenblumen-Springrüssler, Pseudorchestes ermischi (Dieckmann, 1958)
- Pseudorchestes purkynei (Dieckmann, 1958)

Um die Biologie der Rüsselkäfer zu erforschen, unternahm er zahlreiche Zuchtversuche.
Von seinen Publikationen sind neben diversen taxonomischen Arbeiten vor allem die sieben den Rüsselkäfern gewidmeten Beiträge zur Insektenfauna der DDR von Bedeutung. Diese Grundlagenarbeit war ein Meilenstein für die Kenntnis der Rüsselkäfer, und eine wichtige Vorbereitung für das Standardwerk "Die Käfer Mitteleuropas". An dessen Entstehung konnte er aufgrund staatlicher Restriktionen allerdings nur indirekt mitwirken.
Seine letzte Veröffentlichung Die europäischen Limnobaris-Arten (Coleoptera, Curculionidae) erfolgte 1991 postum.

## Veröffentlichungen (Auswahl)
1. Dieckmann, L. 1972: Beiträge zur Insektenfauna der DDR: Coleoptera - Curculionidae: Ceutorhynchinae. - Beiträge Zur Entomologie = Contributions to Entomology 22(1-2): 3–128 - doi:10.21248/contrib.entomol.22.1-2.3-128
2. Dieckmann, L. 1974: Beiträge zur Insektenfauna der DDR: Coleoptera - Curculionidae (Rhinomacerinae, Rhynchitinae, Attelabinae, Apoderinae). - Beiträge Zur Entomologie = Contributions to Entomology 24(1-4): 5–54 - doi:10.21248/contrib.entomol.24.1-4.5-54
3. Dieckmann, L. 1977: Beiträge zur Insektenfauna der DDR: Coleoptera - Curculionidae (Apioninae). - Beiträge Zur Entomologie = Contributions to Entomology 27(1): 7–143 - doi: 10.21248/contrib.entomol.27.1.7-143
4. Dieckmann, L. 1980: Beiträge zur Insektenfauna der DDR: (Coleoptera - Curculionidae Brachycerinae, Otiorhynchinae). - Beiträge Zur Entomologie = Contributions to Entomology 30(1): 145–310 - doi:10.21248/contrib.entomol.30.1.145-310
5. Dieckmann, L. 1983: Beiträge zur Insektenfauna der DDR: Coleoptera - Curculionidae (Tanymecinae, Leptopiinae, Cleoninae, Tanyrhynchinae, Cossoninae, Raymondionyminae, Bagoinae, Tanysphyrinae). - Beiträge Zur Entomologie = Contributions to Entomology 33(2): 257–381 - doi:10.21248/contrib.entomol.33.2.257-381
6. Dieckmann, L. 1986: Beiträge zur Insektenfauna der DDR: Coleoptera - Curculionidae (Erirhinae). - Beiträge Zur Entomologie = Contributions to Entomology 36(1): 119–181 - doi:10.21248/contrib.entomol.36.1.119-181
7. Dieckmann, L. 1988: Beiträge zur Insektenfauna der DDR: Curculionidae (Curculioninae: Ellescini, Acalyptini, Tychiini, Anthonomini, Curculionini). - Beiträge Zur Entomologie = Contributions to Entomology 38(2): 365–468 - doi:10.21248/contrib.entomol.38.2.365-468

## Ehrungen
Nach Lothar Dieckmann wurden zahlreiche Arten und weitere Taxa benannt, etwa die Rüsselkäfergattungen Dieckmannius (in Asien verbreitet) und Dieckmanniellus (Europa, Nordafrika, Asien).